# Sand CPH
Sand CPH, SAND Copenhagen eller blot SAND, er et dansk modehus, der trods navnet har hovedsæde i Randers.
Firmaet blev grundlagt i 1981 af ægteparret Søren Sand (født 1956) og Lene Sand (født 1958). Uld og hør og et enkelt snit karakteriserede husets første kollektioner. Fra begyndelsen har SAND produceret tøj til både mænd og kvinder.
Oprindeligt havde selskabet hovedsæde i parrets hjemby, Randers, men var i årrække beliggende i København for pr. 2025 atter at være placeret i Randers. Designafdelingen er beliggende i Como i Italien. Tøjet produceres i Italien og Portugal.
Søren og Lene Sand er stadig eneejere af firmaet og er hhv. administrerende direktør og kreativ direktør.
Firmaet eksporterer til mere end 30 lande og har 1200 forhandlere. De primære markeder er Tyskland, Storbritannien og Skandinavien. SANDs tøj findes bl.a. i stormagasiner som Magasin du Nord, Harrods i London og Kaufhaus des Westens i Berlin.